# Adam Lundqvist
Adam Stefan Lundqvist (Nyköping, 20 marzo 1994) è un calciatore svedese, difensore o centrocampista dell'Häcken.

## Carriera

### Club
Dal 2011 al 2018 ha giocato nella massima serie svedese. Nel 2010 ha debuttato nella prima squadra del Nyköping. Nel 2011, all'età di 17 anni, è diventato un giocatore dell'Elfsborg.
In seguito passa all'Houston Dynamo nel 2018, con i quali gioca saltuariamente durante la prima stagione, racimolando 16 presenze. Nella stagione successiva viene impiegato più spesso arrivando a collezionare 21 presenze in campionato. Il 12 marzo 2020 fa l'esordio in Champions League sostituendo a gara in corso DaMarcus Beasley durante il quarto di finale giocato contro il Tigres UANL.
Il 10 gennaio 2023 passa all'Austin FC dove milita per una stagione, prima di lasciare il club a parametro zero e tornare in Svezia con la firma di un contratto triennale con l'Häcken.

### Nazionale
È stato convocato per le Olimpiadi di Rio 2016.

## Palmarès

### Club

#### Competizioni nazionali
- Coppa di Svezia: 2

Elfsborg: 2013-2014
Häcken: 2024-2025
- U.S. Open Cup: 1

Houston Dynamo: 2018